# Campeonato Europeo de Boxeo Aficionado de 2006
El XXXVI Campeonato Europeo de Boxeo Aficionado se celebró en Plovdiv (Bulgaria) entre el 13 y el 23 de julio de 2006 bajo la organización de la Confederación Europea de Boxeo (EUBC) y la Federación Búlgara de Boxeo Aficionado.

## Medallero
| Núm. | País        | Oro | Plata | Bronce | Total |
| ---- | ----------- | --- | ----- | ------ | ----- |
| 1    | Rusia       | 9   | 2     | 0      | 11    |
| 2    | Bulgaria    | 1   | 2     | 2      | 5     |
| 3    | Ucrania     | 1   | 1     | 3      | 5     |
| 4    | Azerbaiyán  | 0   | 3     | 1      | 4     |
| 5    | Armenia     | 0   | 1     | 1      | 2     |
| 6    | Finlandia   | 0   | 1     | 0      | 1     |
| 6    | Italia      | 0   | 1     | 0      | 1     |
| 8    | Bielorrusia | 0   | 0     | 2      | 2     |
| 8    | Hungría     | 0   | 0     | 2      | 2     |
| 8    | Rumania     | 0   | 0     | 2      | 2     |
| 11   | Alemania    | 0   | 0     | 1      | 1     |
| 11   | Croacia     | 0   | 0     | 1      | 1     |
| 11   | Escocia     | 0   | 0     | 1      | 1     |
| 11   | Francia     | 0   | 0     | 1      | 1     |
| 11   | Georgia     | 0   | 0     | 1      | 1     |
| 11   | Inglaterra  | 0   | 0     | 1      | 1     |
| 11   | Irlanda     | 0   | 0     | 1      | 1     |
| 11   | Macedonia   | 0   | 0     | 1      | 1     |
| 11   | Turquía     | 0   | 0     | 1      | 1     |
|      | TOTAL       | 11  | 11    | 22     | 44    |